# Hernando da Silva Ramos
Hernando da Silva Ramos (n. 7 decembrie 1925, Paris, Franța) a fost un pilot brazilian de Formula 1 care a evoluat în Campionatul Mondial între anii 1955 și 1956.
1. ↑  Archives de Paris